# Білицька сільська рада (Старосамбірський район)
Білицька сільська рада — колишній орган місцевого самоврядування у Старосамбірському районі Львівської області. Адміністративний центр — село Біличі.

## Загальні відомості
Водоймища на території, підпорядкованій даній раді: річка Яблунька.

## Населені пункти
Сільській раді підпорядковані населені пункти:
- с. Біличі

## Склад ради
Рада складається з 16 депутатів та голови.

### Керівний склад попередніх скликань
| ПІБ                     | Основні відомості                                                             | Дата обрання | Дата звільнення |
| ----------------------- | ----------------------------------------------------------------------------- | ------------ | --------------- |
| Паплик Олег Миколайович | Сільський голова, 1953 року народження, безпартійний                          | 26.03.2006   | 31.10.2010      |
| Сеник Іван Іванович     | Сільський голова, 1962 року народження, освіта середня загальна, безпартійний | 31.10.2010   |                 |

Примітка: таблиця складена за даними джерела